# Navadna ledenka
Navadna ledenka (znanstveno ime Pseudohydnum gelatinosum) je gliva iz rodu ledenk (Pseudohydnum).

## Značilnosti
Klobuk ima v premeru od 2 do 10 cm. Zgornja površina je rahlo izbočena in ponavadi sivkasto bela s prosojnimi robovi, čeprav obstajajo tudi rjavkaste različice. 
Trosovnica je sestavljena iz topih bodic dolgih 3 mm.
Bet je bele do sivkaste barve in bočno povezan s klobukom ali pa ga sploh ni in so klobuki bočno pritrjeni na podlago.
Meso je želatinasto in prosojno.

## Razširjenost in življenjski prostor
Raste kot gniloživka na dobro preperelem lesu iglavcev.

## Mikroskopske značilnosti
Trosni odtis je bele barve. Trosi so skoraj okrogli, gladki in neamiloidni. Merijo 5–6 x 5–5,5 μm.

## Podobne vrste
- rumeni ježek (Hydnum repandum) ima igličasto trosovnico, a je bolj trdna goba z rumenim klobukom
- bela oblika rumene drhtavke (Tremella mesenterica f. crystallina) je prosojno bele barve, a nima igličaste trosovnice

## Uporabnost
Užitna.

## Galerija slik
- ilustracija
- klobuki
- trosovnica